# Framzeta
Framzeta – jeden z pierwszych polskich e-zinów krytyczno-literackich o tematyce fantastycznej, tworzony głównie przez członków Stowarzyszenia Fantastyki Framling (część Konfederacji Fantastyki „Rassun”).
Magazyn ukazywał się od lutego 1999 do października 2000 (wydano osiem numerów). Redaktorem naczelnym był Konrad R. Wągrowski. We Framzecie oprócz opowiadań amatorów pojawiły się również teksty Anny Brzezińskiej, Antoniny Liedtke, Grzegorza Wiśniewskego.
W 2000 Framzeta połączyła się z The Valetz Magazine i z tej fuzji powstała Esensja. W tym samym roku wydany został jeden papierowy numer Framzety, zawierający wybór tekstów z pierwszych czterech numerów e-zinu.